# 우정의 다리 (브라질-파라과이)

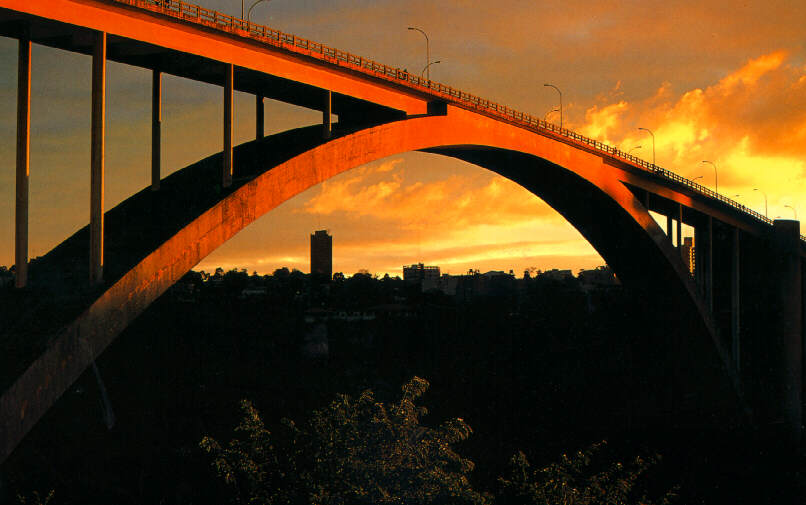
우정의 다리

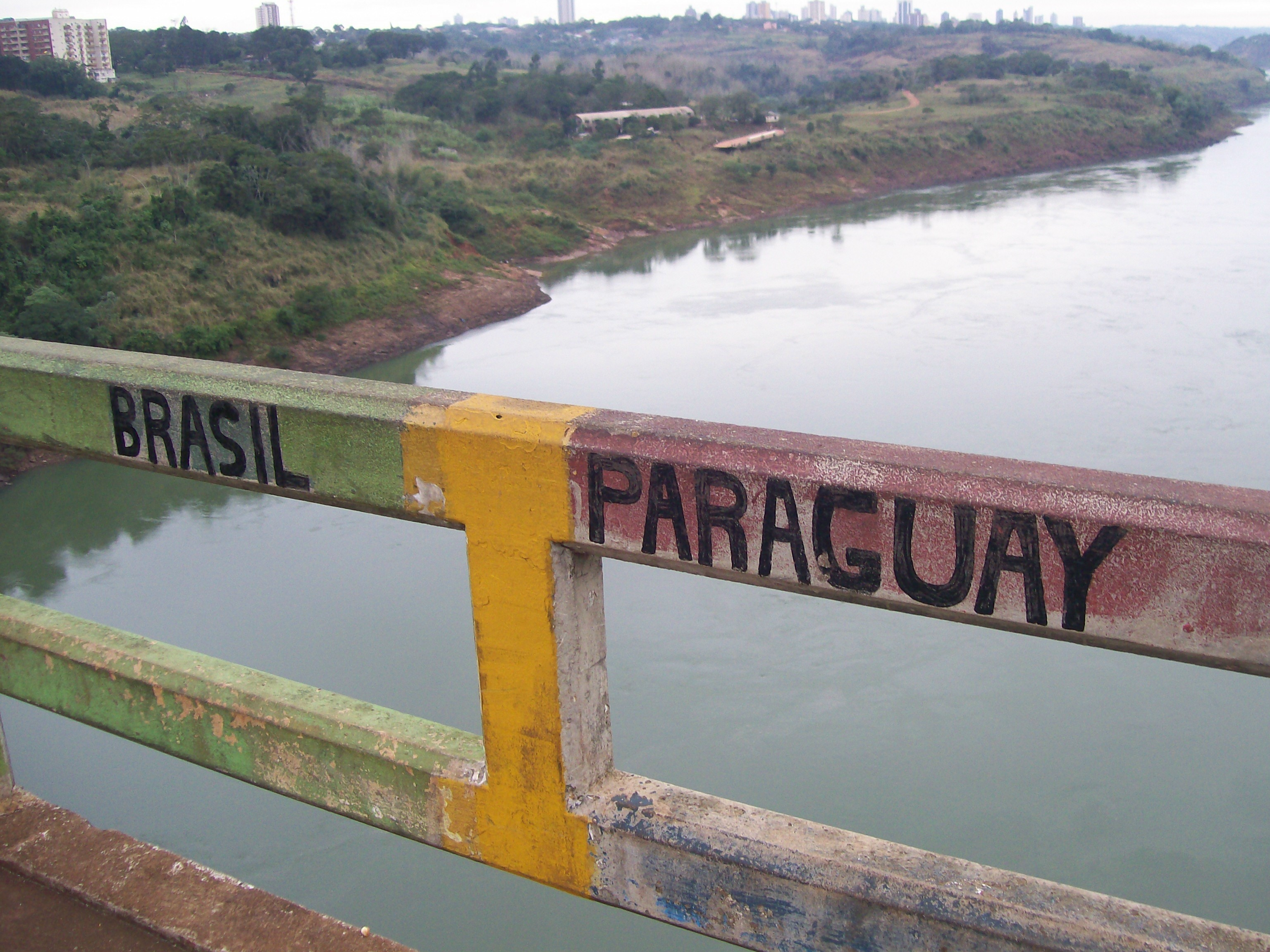
우정의 다리

우정의 다리(포르투갈어: Ponte Internacional da Amizade, 스페인어: Puente Internacional de la Amistad)는 브라질의 도시 포스두이구아수와 파라과이의 도시 시우다드델에스테를 잇는 다리이다.